# Скочково (Зеленцовское сельское поселение)
Скочково — деревня в Никольском районе Вологодской области.
Входит в состав Зеленцовского сельского поселения (с 1 января 2006 года по 1 апреля 2013 года входила в Милофановское сельское поселение), с точки зрения административно-территориального деления — в Милофановский сельсовет.
Расстояние до районного центра Никольска по автодороге — 65 км, до центра муниципального образования Зеленцово по прямой — 3 км. Ближайшие населённые пункты — Сенино, Милофаново, Люльково.
По переписи 2002 года население — 79 человек (38 мужчин, 41 женщина). Преобладающая национальность — русские (96 %).